# UN-Sonderbeauftragter

Flagge der Vereinten Nationen

Ein UN-Sonderbeauftragter (Special Representative of the Secretary-General) ist ein Experte, der vom Generalsekretär der Vereinten Nationen ernannt wird, um in Konflikten den Generalsekretär und damit auch die moralische Autorität der Staatengemeinschaft zu vertreten. Dabei führt der UN-Sonderbeauftragte Staatsbesuche, Ermittlungen und Verhandlungen im Auftrag der Vereinten Nationen durch.
Ähnlich verhält es sich mit UN-Sondergesandten (Special Envoy of the Secretary General) und UN-Sonderberatern (Special Adviser). Dagegen sind UN-Sonderberichterstatter (Special Rapporteur) Beauftragte des UN-Menschenrechtsrats im Rahmen sogenannter Sonderverfahren (Special Procedures).

## Derzeitige UN-Sonderbeauftragte

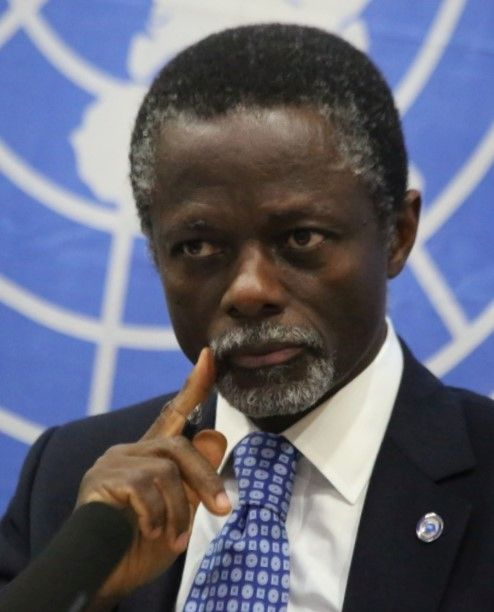
Parfait Onanga-Anyanga

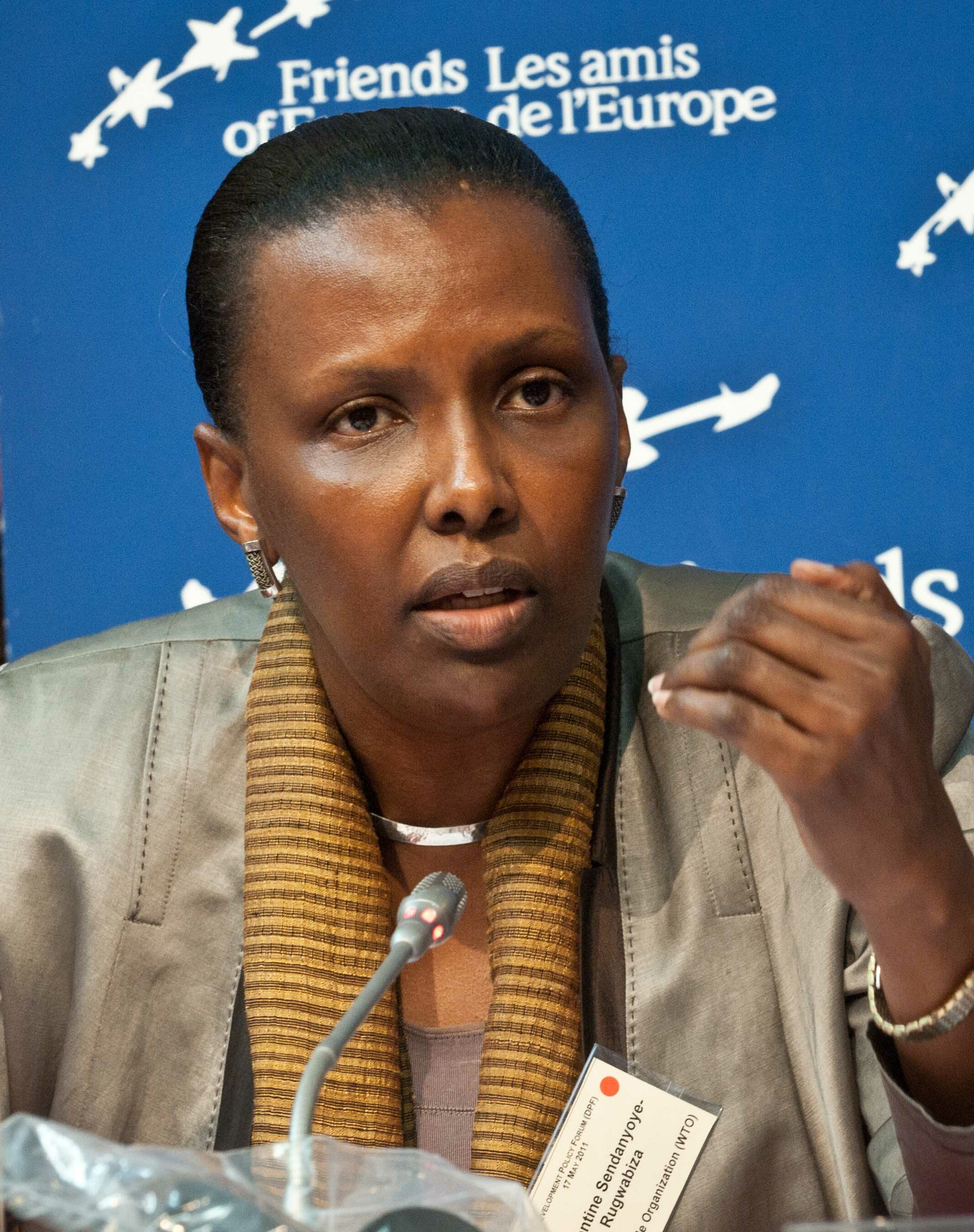
Valentine Rugwabiza

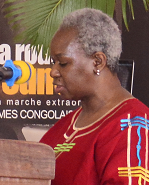
Bintou Keita

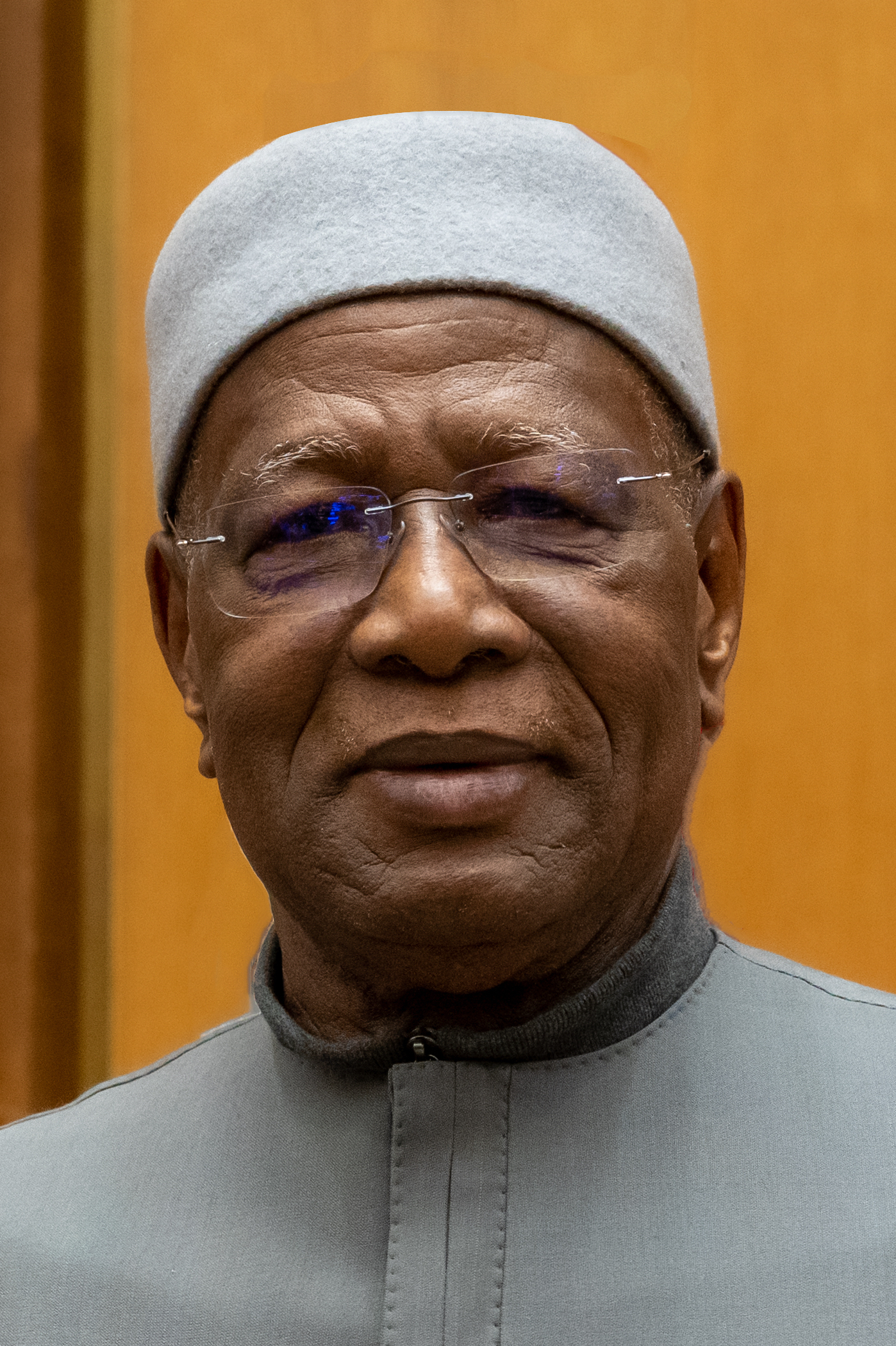
Abdoulaye Bathily

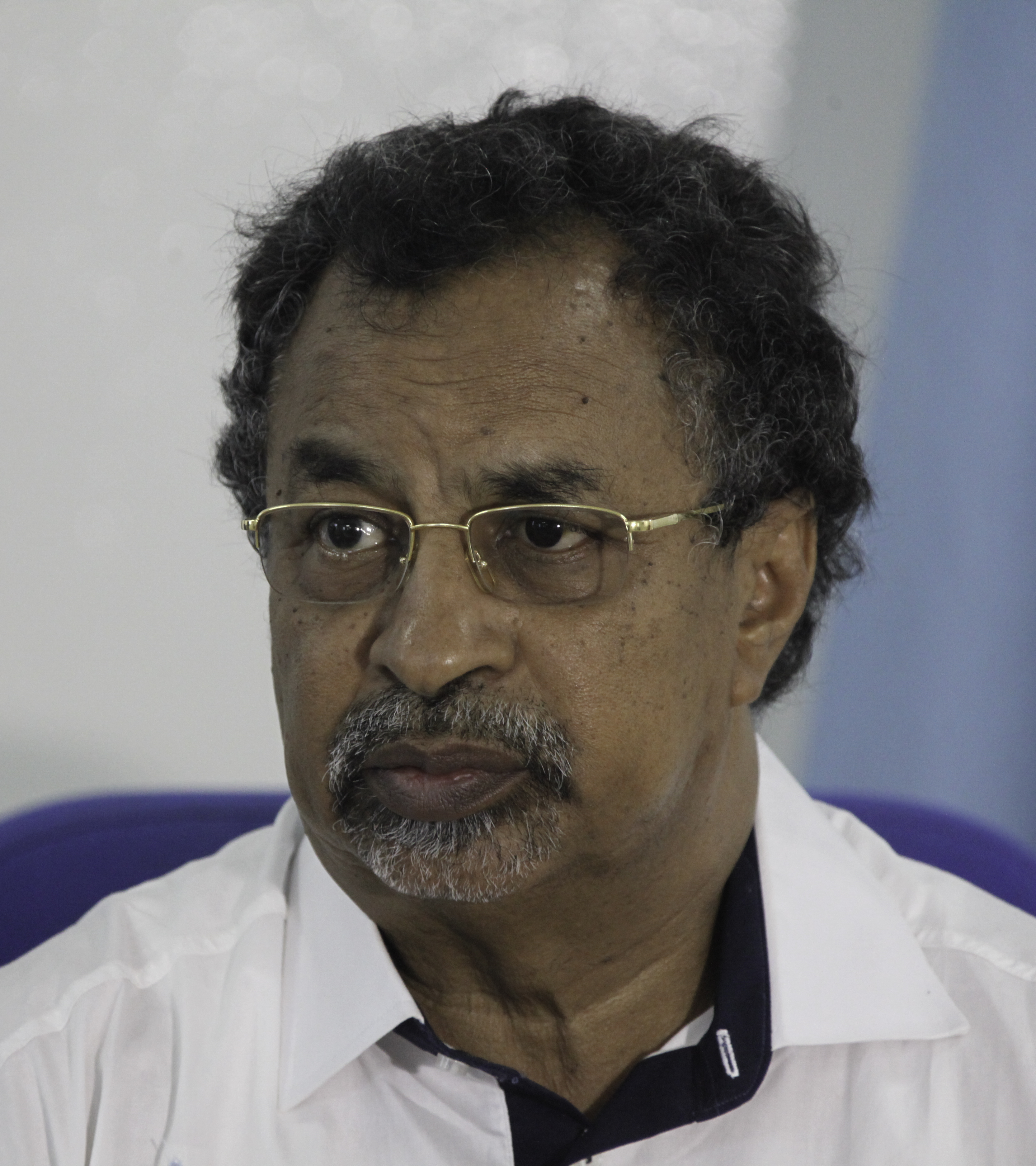
Mahamat Saleh Annadif

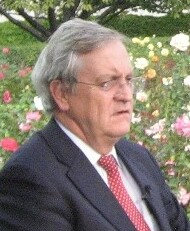
Nicholas Haysom

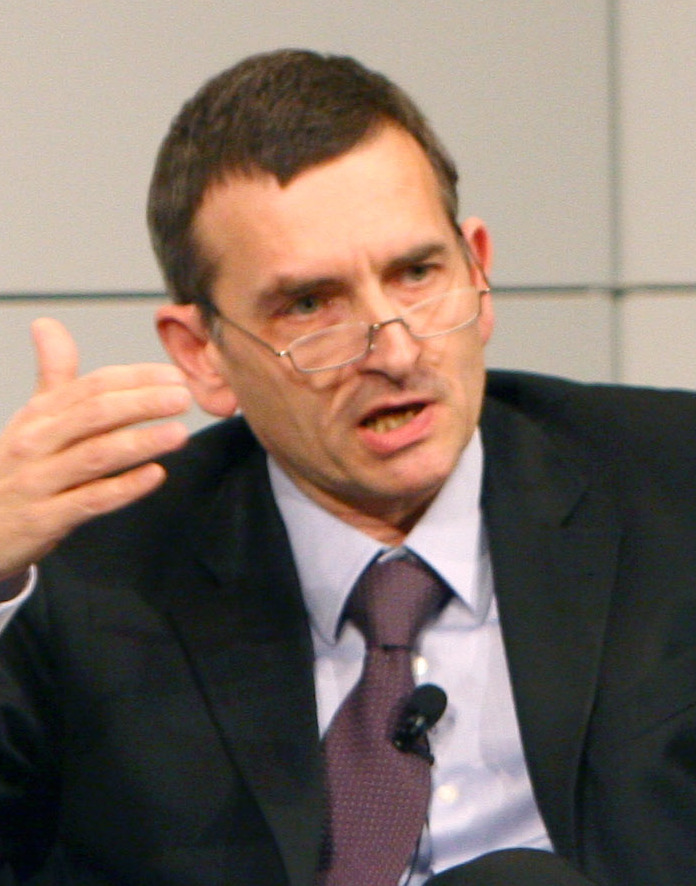
Volker Perthes

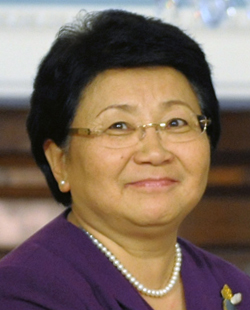
Rosa Otunbajewa

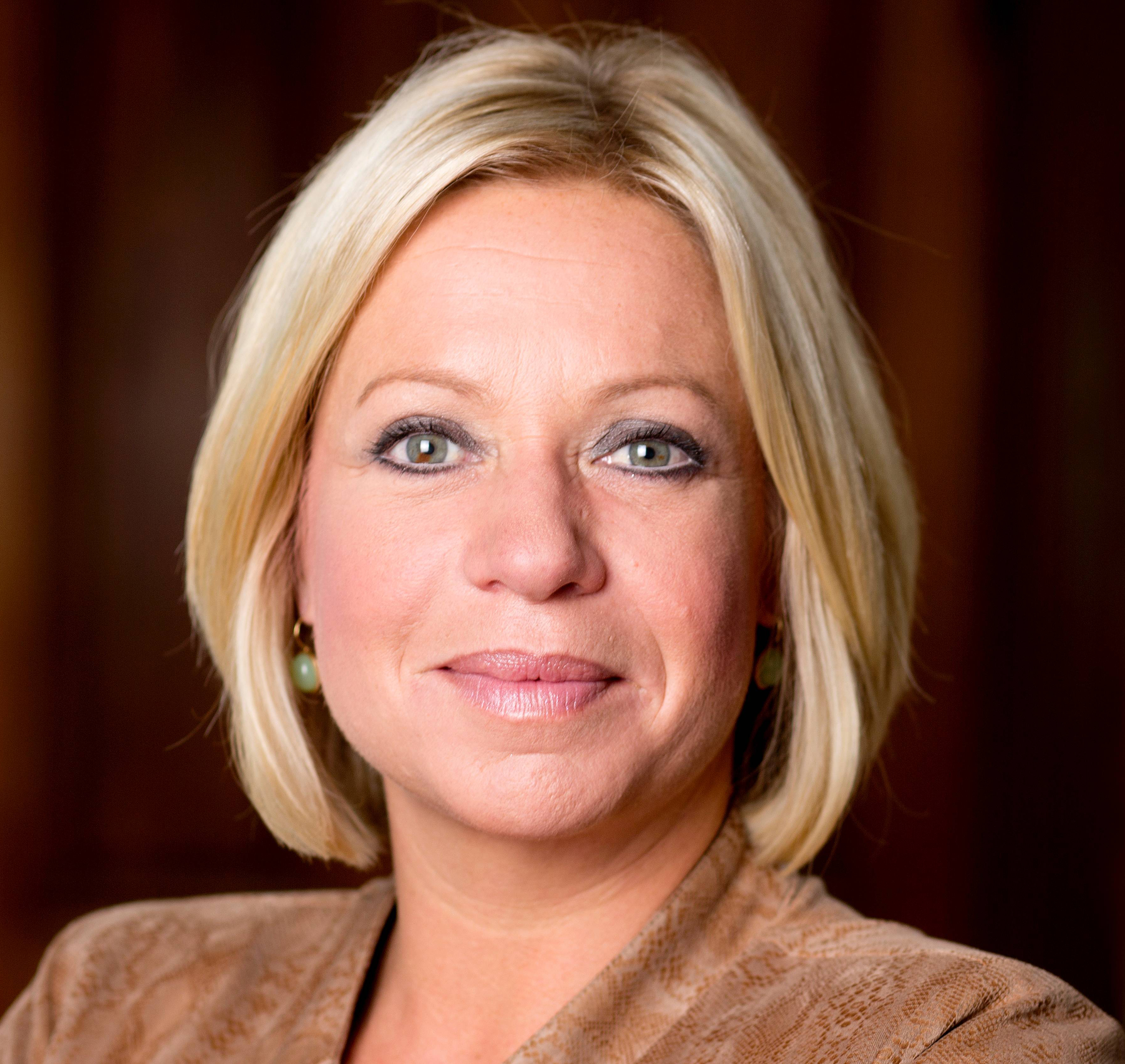
Jeanine Hennis-Plasschaert

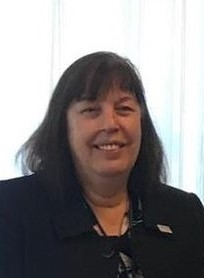
Virginia Gamba

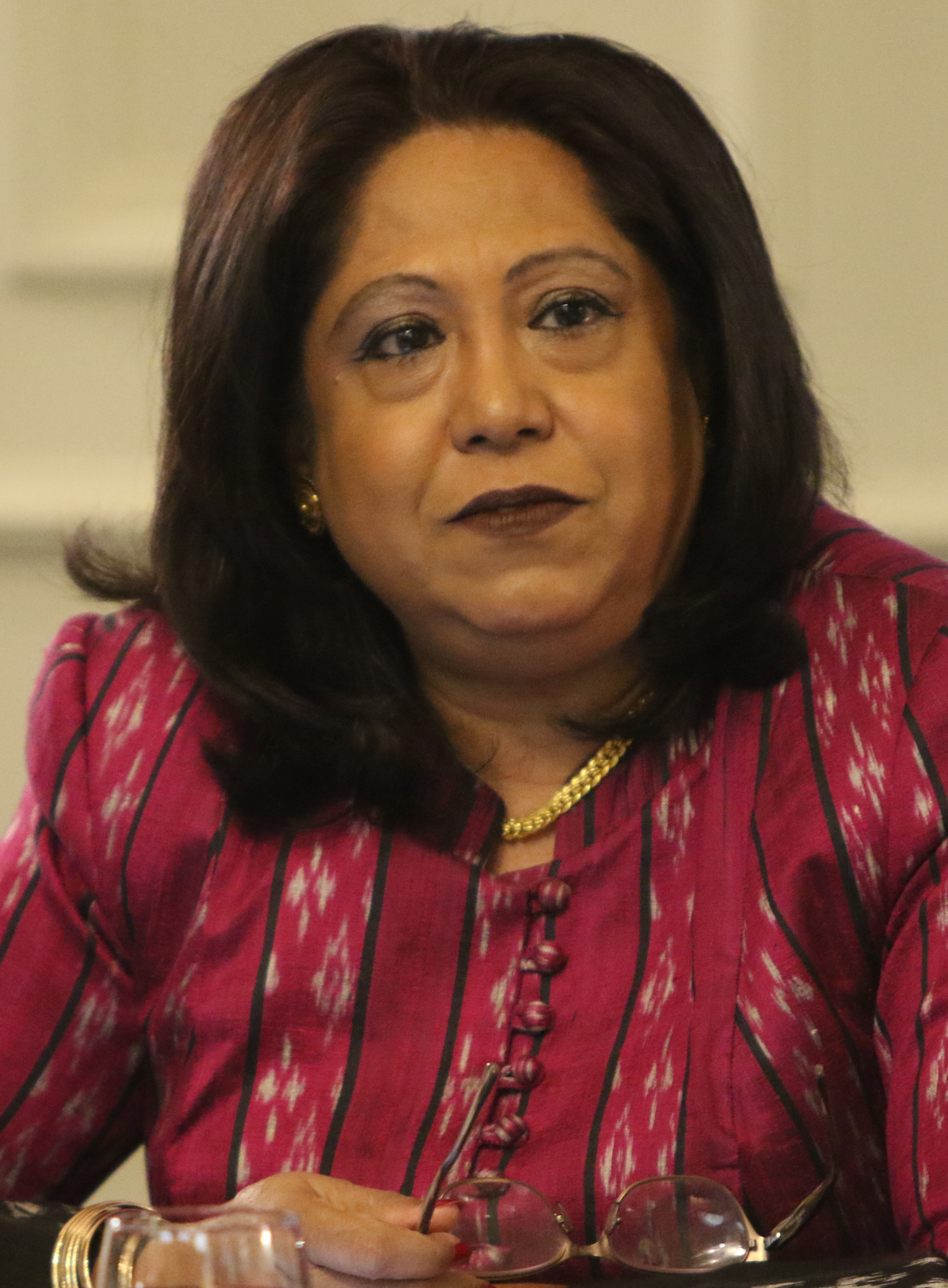
Pramila Patten

Damilola Ogunbiyi

(Stand November 2022)

### Für Afrika
- Parfait Onanga-Anyanga, UN-Sonderbeauftragter für die Afrikanische Union (UNOAU), ernannt am 22. Februar 2022[1]
- Valentine Rugwabiza, UN-Sonderbeauftragte für die Zentralafrikanische Republik und Leiterin der United Nations Multidimensional Integrated Stabilization Mission in the Central African Republic (MINUSCA), ernannt am 23. Februar 2022[2]
- Bintou Keita, UN-Sonderbeauftragte für die Demokratische Republik Kongo und Leiterin der MONUSCO, ernannt am 14. Januar 2021[3]
- Hanna Tetteh, UN-Sonderbeauftragte und Leiterin von UNSMIL in Libyen, ernannt 24. Januar 2025[4]
- El-Ghassim Wane, UN-Sonderbeauftragter und Leiter von MINUSMA in Mali, ernannt am 15. März 2021[5]
- Mahamat Saleh Annadif, UN-Sonderbeauftragter für Westafrika und Sahel (UNOWAS), ernannt am 2. Mai 2023[6]
- Catriona Laing, UN-Sonderbeauftragte für Somalia und Leiterin von United Nations Assistance Mission in Somalia (UNSOM), ernannt am 3. Mai 2023[7]
- Nicholas Haysom, UN-Sonderbeauftragter für Südsudan und Leiter von United Nations Mission in the Republic of South Sudan (UNMISS), ernannt am 15. Januar 2021
- Volker Perthes, UN-Sonderbeauftragter für Sudan und Leiter von United Nations Integrated Transition Assistance Mission in Sudan (UNITAMS), ernannt am 7. Januar 2021[8]
- Alexander Ivanko, UN-Sonderbeauftragter für Westsahara und Leiter von MINURSO, ernannt am 27. August 2021[9]

### Für Amerika
- Carlos Ruiz Massieu, UN-Sonderbeauftragter für Kolumbien und Leiter der UN-Mission in Kolumbien, ernannt am 10. Dezember 2018[10]
- María Isabel Salvador, UN-Sonderbeauftragte und Leiterin des Integrierten Büros der Vereinten Nationen in Haiti (BINUH), ernannt am 1. März 2023[11]

### Für Asien und Ozeanien
- Rosa Otunbajewa, UN-Sonderbeauftragte für Afghanistan und Leiterin der Unterstützungsmission der Vereinten Nationen in Afghanistan (UNAMA), ernannt im September 2022[12]
- Kaha Imnadze, UN-Sonderbeauftragter für Zentralasien und Leiter des United Nations Regional Centre for Preventive Diplomacy for Central Asia (UNRCCA) in Zentralasien, ernannt am 14. Juni 2023[13]
- Jeanine Hennis-Plasschaert, UN-Sonderbeauftragte für Irak und Leiterin der Unterstützungsmission der Vereinten Nationen im Irak (UNAMI), ernannt 31. August 2018[14]

### Für Europa
- Colin William Stewart, UN-Sonderbeauftragter, Leiter der United Nations Peacekeeping Force in Cyprus (UNFICYP) und stellvertretender UN-Sonderberater für Zypern, ernannt am 4. November 2021[15]
- Caroline Ziadeh, UN-Sonderbeauftragte und Leiterin der United Nations Interim Administration Mission in Kosovo (UNMIK), ernannt im November 2021[16]

### Themenbezogene Sonderbeauftragte
- Virginia Gamba, UN-Sonderbeauftragte für Kinder und bewaffnete Konflikte, ernannt am 12. April 2017[17] (→ Children and armed conflict. Report of the Secretary-General)
- Najat Maalla M'jid, UN-Sonderbeauftragte für Gewalt gegen Kinder, ernannt am 30. Mai 2019[18]
- Pramila Patten, UN-Sonderbeauftragte für sexuelle Gewalt in Konflikten, ernannt am 12. April 2017[19]
- Damilola Ogunbiyi, UN-Sonderbeauftragte für Sustainable Energy for All („Nachhaltige Energie für alle“), ernannt im Oktober 2019[20]

## Frühere UN-Sonderbeauftragte (Auswahl)
- Martti Ahtisaari, UN-Sonderbeauftragter für Namibia ab 1989
- Mahamat Saleh Annadif, UN-Sonderbeauftragter für Westafrika und Sahel (UNOWAS) bis 2023
- Jan Pronk, UN-Sonderbeauftragter für den Sudan ab 2004
- Sérgio Vieira de Mello, UN-Sonderbeauftragter für die Übergangsverwaltung der Vereinten Nationen für Osttimor
- Bernard Kouchner, UN-Sonderbeauftragter für den Kosovo (1999–2001)
- Hans Hækkerup, UN-Sonderbeauftragter für den Kosovo 2001
- Michael Steiner, UN-Sonderbeauftragter für die Übergangsverwaltungsmission der Vereinten Nationen im Kosovo (2002–2003)
- Harri Holkeri, UN-Sonderbeauftragter für den Kosovo (2003–2004)
- José Ramos-Horta, UN-Sonderbeauftragter für Guinea-Bissau (2013–2015)
- Joachim Rücker, UN-Sonderbeauftragter für die Übergangsverwaltungsmission der Vereinten Nationen im Kosovo (2006–2008)
- Ján Kubiš, UN-Sonderbeauftragter für den Libanon (2019–2021)
- Louise Arbour, UN-Sonderbeauftragte für Internationale Migration (2017–2018)
- Helen La Lime, UN-Sonderbeauftragte für Haiti (2019–2023)
- Natalia Snegur-Gherman, UN-Sonderbeauftragte für Zentralasien (2017–2023)